# Jan Antoni Karczewski

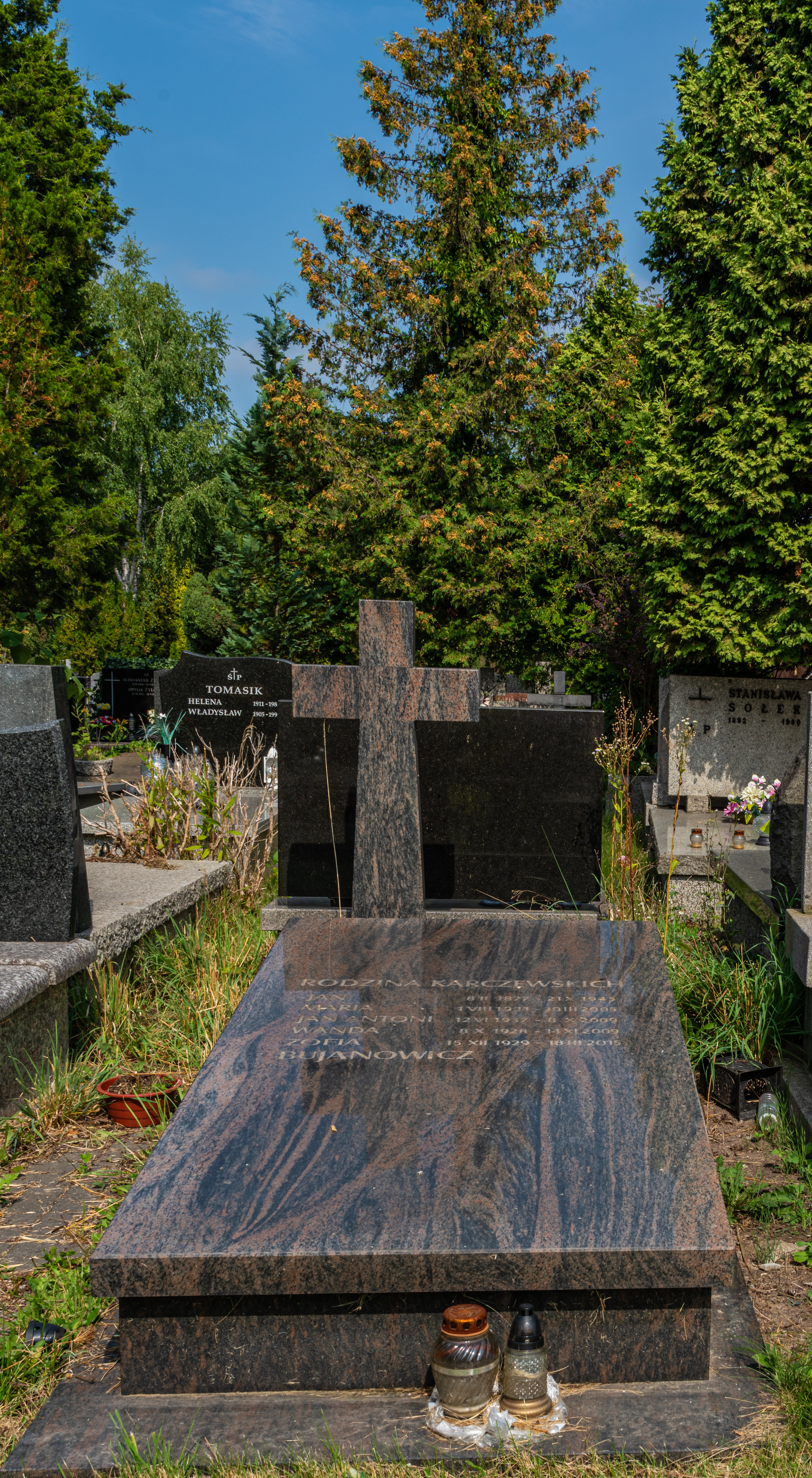
Grób Jana Antoniego Karczewskiego na cmentarzu Komunalnym Północnym w Warszawie

Jan Antoni Karczewski (ur. 12 czerwca 1937, zm. 8 października 2009 w Warszawie) – polski inżynier budownictwa, prof. dr. hab. Politechniki Warszawskiej, wykładowca akademicki.

## Kariera zawodowa
Od 1973 był związany zawodowo z Wydziałem Inżynierii Lądowej Politechniki Warszawskiej, specjalizował się w konstrukcjach metalowych i budowlanych. W latach 1984–1985 i 1987-1993 pełnił funkcję zastępcy dyrektora ds. nauki w Instytucie Konstrukcji Budowlanych, a pomiędzy 1987 a 1993 był prodziekanem ds. nauki na Wydziale Inżynierii Lądowej.
Dorobek Jana Karczewskiego obejmuje ponad dwieście pozycji publikacji w kraju i zagranicą, był cenionym ekspertem w zakresie budownictwa oraz rzeczoznawcą, autorem wielu projektów i ekspertyz.

### Publikacje
- Analiza sprężysto-plastycznej pracy obciążonych zmiennie przestrzennych konstrukcji prętowych;
- Sprężone konstrukcje stalowe;
- Optymalizacja przekryć strukturalnych;
- Słownik terminologiczny konstrukcji metalowych (współautorzy: Mikołaj Żyburtowicz, Janusz Ratyński, Wojciech Włodarczyk, Bogdan Ostrowski).

Został pochowany na komunalnym cmentarzu Północnym w Warszawie (kwatera W-XVII-3, rząd 10, grób 18).

## Członkostwo
- członek i wiceprzewodniczący Sekcji Konstrukcji Metalowych Komitetu Inżynierii Lądowej i Wodnej Polskiej Akademii Nauk,
- członek Sekcji Optymalizacji Komitetu Inżynierii Lądowej i Wodnej Polskiej Akademii Nauk,
- członek Komitetu Nauki Polskiego Związku Inżynierów i Techników Budowlanych.

## Nagrody i wyróżnienia
- nagroda Polskiej Akademii Nauk,
- nagroda Ministra Edukacji Narodowej,
- nagrody Ministra Budownictwa i Przemysłu, Materiałów Budowlanych oraz Rektora Politechniki Warszawskiej.